# کفر سابا
کفار سابا (در عبری: כפר סבא) نام شهری  در ناحیه شارون در استان مرکز اسرائیل است. جمعیت آن در سال ۲۰۱۹ بالغ بر ۱۱۰٬۴۵۶ نفر بود که از این لحاظ در بین شهرهای اسرائیل حائز رتبه شانزدهم بود. جمعیت کفارسابا، به طور تقریبی در حد کاملی یهودی است.